# Киркоров, Филипп Бедросович
Фили́пп Бедро́сович Кирко́ров (болг. Филип Бедросов Киркоров; по российскому паспорту — Фили́пп Бедро́с Кирко́ров; род. 30 апреля 1967, Варна, Варненская область, Народная Республика Болгария) — советский и российский эстрадный певец, актёр театра, кино, телевидения, мюзиклов, озвучивания и дубляжа, композитор, музыкальный продюсер и телеведущий; народный артист Российской Федерации (2008), народный артист Украины (2008; лишён звания в 2024 году из-за поддержки полномасштабного вторжения России на Украину), народный артист Молдовы (2018). Представлял Россию на конкурсе «Евровидение», занял 17 место (1995).
За время карьеры Киркоров удостоился многих российских музыкальных наград, в том числе премии «Овация». Участник и лауреат фестиваля «Песня года». В 2011 году принял участие в конкурсе вокалистов «Призрак оперы», организованном «Первым каналом», занял первое место.
После участия в «голой вечеринке» в декабре 2023 года певца убрали с эфира федеральных каналов, а также вырезали кадры с участием певца из новогоднего фильма Иван Васильевич меняет всё. С 7 февраля 2024 года запретили вести концертную деятельность на территории России. Однако, в феврале 2024 года певец вернулся в федеральный эфир, возглавил жюри в новом сезоне шоу Маска, побывал на Донбассе. В апреле 2025 года певец вернулся на российскую сцену.

## Семья
Дед по отцу — Пилибос Крикорян (1901—1968), армянин, работал сапожником, пел в городском хоре. 
Бабушка по отцу — София Крикорян (1901—1984), армянка, пела в городском хоре.
Отец — Бедрос Филиппович Киркоров (урождённый Крикорян) (2 июня 1932 — 18 марта 2025), армянин, болгарский певец, народный артист РФ (2012), умер от острой сердечной недостаточности. По словам самого Бедроса Киркорова, он сменил фамилию Крикорян на Киркоров, так как это было обязательным условием для поступления в болгарскую школу.
Мать — Виктория Марковна Киркорова (Лихачёва) (7 апреля 1937 — 30 апреля 1994), была ведущей концертов, умерла от рака.
Мачеха — Людмила Смирнова (28 августа 1955 — 15 декабря 2024), была председателем колхоза «Трудовик», доктор экономических наук, институтский преподаватель.
Единокровная сестра — Ксения (1 сентября 2002 — сентябрь 2002), прожила всего 2 недели.
Бабушка по матери — Лидия Михайловна Манион, цирковая актриса, ксилофонистка, танцовщица. Имела цыганские корни, первым её мужем был Михаил Альфонсович Манион (1891—1918), акробат, музыкальный эксцентрик, клоун, полуфранцуз-полурусский, фамилия Манион имеет ирландское происхождение.
В 1994—2005 годах состоял в браке с певицей, народной артисткой СССР Аллой Пугачёвой, был её четвёртым мужем. 13 января 1994 года пара объявила о помолвке в Москве. 15 марта брак был зарегистрирован в Санкт-Петербурге мэром города Анатолием Собчаком. 15 мая прошло венчание в Иерусалиме.
Дочь — Алла-Виктория Киркорова (род. 26 ноября 2011; Майами) от суррогатной матери. О рождении дочери певец впервые сообщил публике 26 ноября на кремлёвской сцене, где проходило вручение премии «Золотой граммофон». Позднее о её рождении в 20:00 в телеэфире было объявлено в программе «Что? Где? Когда?». Названа в честь матери Виктории и Аллы Пугачёвой.
Сын — Мартин Киркоров (род. 29 июня 2012; США) от суррогатной матери. О его рождении Киркоров объявил во время концерта в Софии.
Крёстные родители детей Киркорова — телеведущий Андрей Малахов и предприниматель Наталья Вячеславовна Ефремова.
Филипп Киркоров — крёстный отец дочери Ани Лорак Софии.

## Биография
Родился 30 апреля 1967 года в Варне, Болгария. С пятилетнего возраста ездил на гастроли вместе с родителями. В детстве жил в Москве. Считается, что в первый раз на сцену Киркоров вышел в 5 лет на концерте отца, Б. Киркорова в театре Петрозаводска. Бедрос Киркоров пел свою автобиографичную песню «Сынок», посвящённую советским танкистам, которых он встречал в 1944 году в Варне. По окончании песни Филипп Киркоров вышел на сцену и подарил отцу гвоздику, после чего Бедрос Киркоров представил его залу и раздались первые в жизни сына аплодисменты.
Окончил московскую школу № 413 с золотой медалью. После школы пытался поступить в театральный институт, но провалился на экзаменах.
В 1984 году поступил в Государственное музыкальное училище имени Гнесиных, отдел музыкальной комедии, которое окончил 1988 году с красным дипломом.

### Начало творческого пути
Ноябрь 1985 года — первая телесъёмка в программе «Шире круг» с песней «Алёша» на болгарском языке.
В программе «Шире круг» Киркорова заметила режиссёр «Голубого огонька» Светлана Анапольская и предложила ему сняться. Руководство «Огонька» отказало в этой съёмке.
1987 год — поступает приглашение на работу от «Ленинградского мюзик-холла» под руководством И. Рахлина, заграничное турне в Берлин (ГДР) во всемирно известное шоу театра «Фридрихштадтпаласт».
Уйдя из мюзик-холла, Филипп Киркоров знакомится с поэтом-песенником Ильёй Резником.  Апрель 1988 года — первая встреча Аллы Пугачёвой и Филиппа Киркорова на вернисаже Ильи Резника.
В октябре 1988 года Киркоров получил приглашение от неё принять участие в первых «Рождественских встречах». К этому времени Киркоров окончил училище имени Гнесиных, успешно выступил в Ялте на первом в своей жизни конкурсе, снял первый клип на песню «Кармен» и провёл в Монголии бесплатные концерты в советских воинских частях.
При подготовке к «Рождественским встречам» произошла встреча певца с поэтом Л. Дербенёвым, который впоследствии написал для Киркорова песни, ставшие шлягерами: «Ты, ты, ты» (болгарская песня «Телефонна любов» 1982 года), «Небо и земля» (болгарская песня «Детски спомен» 1985 года), «Атлантида», «Днём и ночью» и многие другие.
1989 год — гастроли в качестве партнёра Аллы Пугачёвой в Австралии и Германии, первые сольные гастроли в Перми. В том же году Киркоров впервые вышел в финал фестиваля «Песня-89».
Конец 1989 года — Киркоров покинул «Театр Аллы Пугачёвой» и начал активную концертную деятельность.

### Сольная карьера

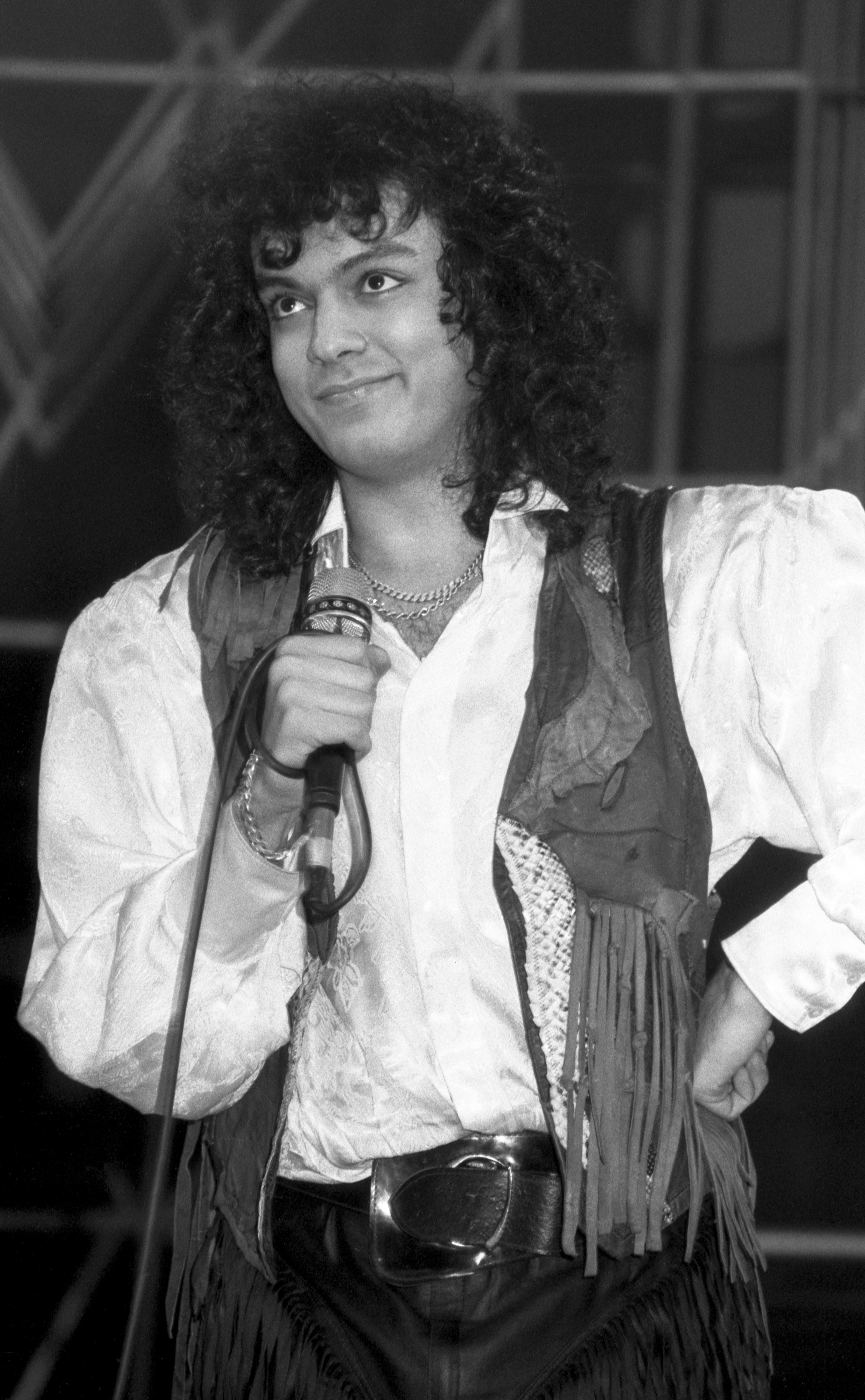
Во время выступления в январе 1991 года, автор фото: Лев Медведев

1990 год — Гран-при на конкурсе «Шлягер-90» в Ленинграде с песней «Небо и земля».
1992 год — видеоклип «Атлантида» на песню композитора А. Г. Лукьянова признан лучшим клипом года. У певца вышли две сольные программы — «Небо и земля» и «Атлантида»; последняя была впоследствии признана лучшим шоу года. В эти же годы состоялись первые гастроли Киркорова в США, Канаде, Германии и Израиле.
1993 год — премия «Овация» в номинации «Лучший певец года» и премия международного конкурса «Золотой Орфей». В это же время прошли успешные гастроли в Австралии.
1994 год — выход сольной программы «Я не Рафаэль», основной частью которой стали хиты из репертуара Э. Хампердинка, Т. Джонса, Ф. Синатры, П. Анки и Э. Пресли. Запись песни «Я поднимаю свой бокал». В ноябре 1994 года Киркоров и Пугачёва провели совместный грандиозный концерт в Атлантик-Сити, в самом большом казино Америки «Тадж-Махал», а в мае следующего года совершили совместный концертный тур по Израилю. Участвовал в программе «Час пик» с В. Н. Листьевым 18 июля 1994 года и с А. Л. Разбашем 20 февраля 1997 года вместе с А. Б. Пугачёвой.
В 1995 году Киркоров получил ещё 2 премии «Овация» — «За лучшую программу» и «Лучший певец», снял видеоклипы 3 хитов — «Пташечка», «Посмотри, какое лето» и «Милая». Участвовал в конкурсе «Евровидение» в Дублине, представлял Россию, занял 17-е место с песней «Колыбельная для вулкана». Участвовал в программе Валдиса Пельша «Угадай мелодию» вместе с Игорем Николаевым и Лаймой Вайкуле.
Конец 1995 года — выход двойного компакт-диска «Скажи Солнцу: „Да!“» на лейбле «Полиграм». Выход альбома совпал с премьерой программы «Лучшее, любимое и только для Вас» в Государственном Театре эстрады.
1996 год — стал лауреатом Международной музыкальной премии «World Music Awards» в Монте-Карло за рекордный тираж среди российских исполнителей (2 миллиона звуконосителей). Участвовал во втором туре новогоднего выпуска Капитал-шоу «Поле Чудес» с Т. Булановой и в финале с Л. Долиной и Н. Фоменко. Был гостем в программе «Тема» с Д. Менделеевым.
1997 год — мировой тур «Лучшее, любимое и только для Вас!» по 100 городам России, СНГ и дальнего зарубежья, который завершился проектом «Только один месяц и только для Вас!» — серией ежедневных концертов в «БКЗ Октябрьский» (Санкт-Петербург). Участвовал в одном из выпусков программы «Чердачок Фруттис».
1999 год — новая программа «Ой, мама, шика дам!», где лейтмотивом проходят темпераментные восточные мелодии.
5 мая 1999 года стал лауреатом Международной музыкальной премии «World Music Awards» в Монте-Карло, как самый продаваемый российский исполнитель за 1998 год, после чего отправился в большой гастрольный тур по Германии. В июне 1999 года по приглашению Майкла Джексона представлял Россию в благотворительной программе из двух концертов «MJ & Friends».
В 2001 году вышел испаноязычный альбом Киркорова Magico Amor, записанный на студии Azteca Records (Лос-Анджелес) и выпущенный в Мексике. Киркоров планировал выпустить ещё один испаноязычный альбом, Sueno d’Amor, но по различным причинам этого так и не произошло, хотя часть песен уже была записана («Гранада», «Пташечка», «Марина», «Ой мама шика дам» и «Единственная» на испанском языке).

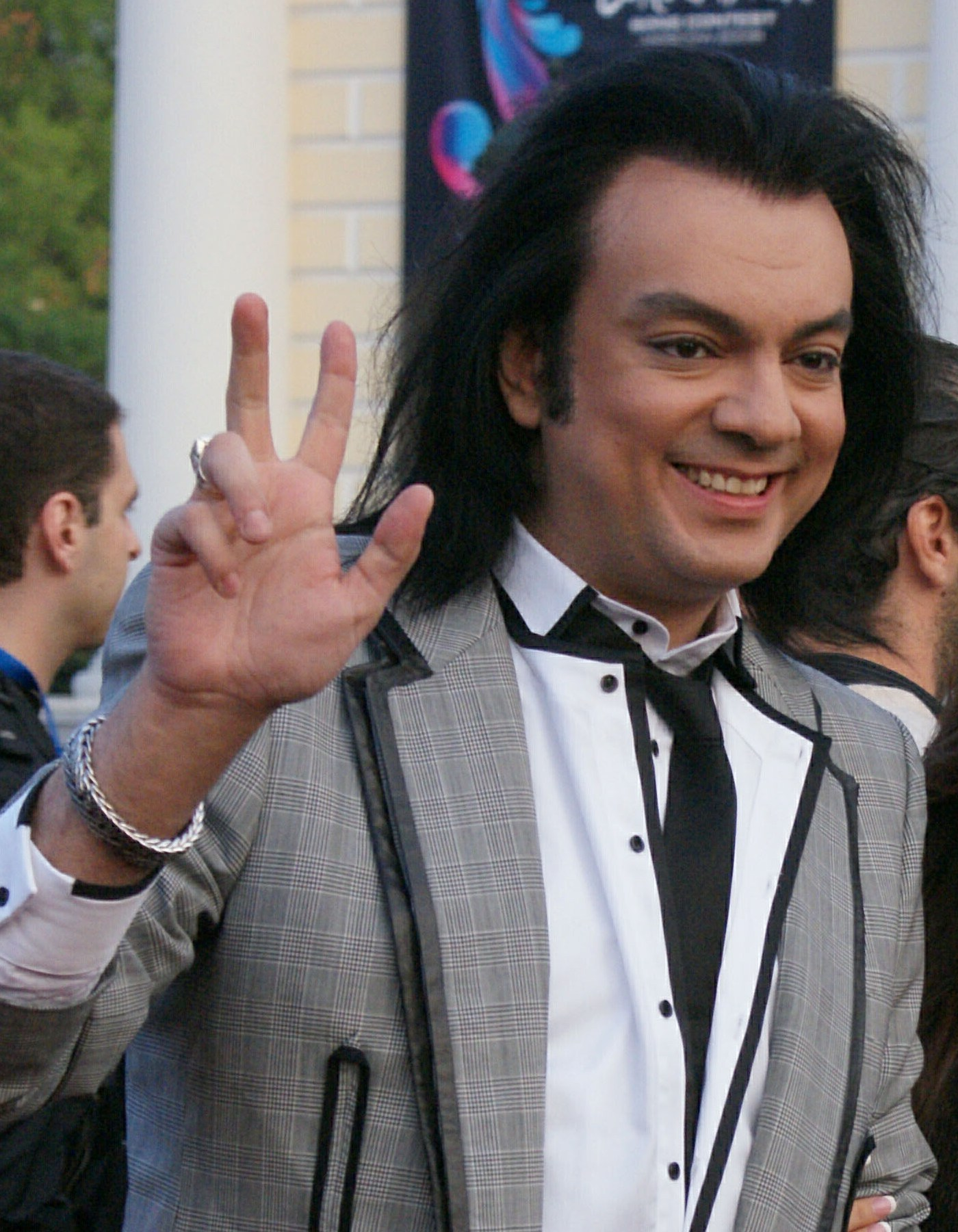
2009

В 2008 году Киркоров получил Международную музыкальную премию «World music awards» за альбом «For you», который разошёлся тиражом более миллиона экземпляров.
В 2018 году вышла новая песня «Цвет настроения синий», по версии премии Муз-ТВ признана лучшей песней года.
Летом того же года вышла песня «Ибица», записанная вместе с Николаем Басковым. На неё был снят клип, вызвавший значительное количество критики, а количество дизлайков на Youtube превысило количество лайков.
С 2020 года постоянный член жюри музыкального шоу «Маска» на телеканале НТВ.
В 2021 году журналист и музыкальный критик Сергей Соседов отметил, что у Киркорова средние способности, а его песни последних лет не интересны и не могут превзойти шлягеры исполнителей прошлого века.
В июне 2023 года Киркоров принял участие в Петербургском международном экономическом форуме. Пользователи Инстаграма раскритиковали наряд Киркорова на форуме.
В марте 2024 года стал одним из участников реалити-шоу «Сокровища императора» на телеканале ТНТ.
В 2025 году стал джокером в реалити-шоу «Мастер игры» на телеканале «ТНТ».

## Общественные и политические взгляды
В 2013 году Киркоров выступил в поддержку ЛГБТ-движения.
В сентябре 2020 года снялся в клипе на песню «Любимую не отдают» в поддержку режима президента Республики Беларусь Александра Лукашенко во время белорусских массовых протестов против фальсификации результатов выборов.
В январе 2021 года на фоне готовившихся протестных акций в поддержку Алексея Навального призвал сплотиться с «нашим Лидером» и «не раскачивать лодку», также эзоповым языком сравнив Навального с Владимиром Лениным.
В 2022 году Киркоров поддержал вторжение России на Украину и неоднократно делал заявления в его поддержку. Летом 2022 года выступил с пропагандистскими концертами в аннексированном Крыму. В апреле 2022 года обратился к Европарламенту, Джо Байдену, Марин Ле Пен и ООН с требованием освободить украинского политика Виктора Медведчука.
В феврале 2024 года Филипп Киркоров выступил перед российскими ранеными военнослужащими в Горловке, а также доставил им «гуманитарную помощь». На опубликованном телеграм-каналом Mash видео, артист обращается к военным со словами, что никуда не собирается уезжать и говорит об очень важном ощущении тыла, которое они ему дают.

## Санкции
22 июня 2021 года был внесён в Перечень лиц, создающих угрозу национальной безопасности Украины на основании письма СБУ от 11 июня как лицо, угрожающее национальной безопасности Украины. 25 июня 2021 года без всяких объяснений был исключён из этого списка. Киркорову запрещён въезд в Литву с января 2021 года. Также, за поддержку российского вторжения на Украину, Киркорову запрещён въезд в Эстонию с апреля 2022 года и Латвию с мая 2022 года. 29 июля 2022 года пограничная полиция Молдовы отказала Киркорову во въезде в страну.
7 января 2023 года, на фоне вторжения России на Украину, внесён в санкционные списки Украины «за посещение оккупированных территорий после начала вторжения, участие в пропагандистских концертах, публичную поддержку войны и режима Путина», предполагающие блокировку активов, полное прекращение коммерческих операций, остановку выполнения экономических и финансовых обязательств.
20 июля 2023 года Киркоров внесён в санкционный список Канады против «лиц использующих своё искусство для пропаганды вторжения России на Украину». Ранее Киркоров был внесён ФБК в сокращенный ТОП-200 списка коррупционеров и разжигателей войны за активную поддержку российской агрессии против Украины. В октябре 2022 года Международная рабочая группа по вопросам санкций Ермака — Макфола включила Киркорова в список пропагандистов и идеологов войны которые «создают лживые нарративы в соответствии с политикой Кремля», с предложением введения против него санкций.
В феврале 2023 года в Германии отменили тур Киркорова, который должен был состоять из шести концертов, из-за его поддержки российской агрессии на Украине. Поводом послужила петиция местных жителей.
24 февраля 2024 года Киркоров внесён в санкционный список Австралии.

## Творчество

### Концертные программы
- «Загляни в мои глаза»
  - 1990 год, 7-8 марта 1991 — Театр Эстрады, Москва
- «Небо и земля»
  - октябрь 1991 — ГЦКЗ Россия, Москва
  - апрель 1992 — БКЗ Октябрьский, Санкт-Петербург
- «Атлантида»:
  - октябрь 1992 — БКЗ Октябрьский, Санкт-Петербург
  - декабрь 1992 — октябрь 1993 — тур по США, Канаде, Израилю, Германии, Австралии
- «Я не Рафаэль»:
  - 4-8 марта 1994 — ГЦКЗ Россия, Москва
  - 10-15 марта 1994 — БКЗ Октябрьский, Санкт-Петербург
  - май 1994 — «Венчальный тур» по Израилю с А. Пугачёвой
  - ноябрь 1994 — тур по США
- «Я не Рафаэль»-II
  - 7-8 марта 1995 — съёмка для программы «Парад парадов», БКЗ Октябрьский, Санкт-Петербург
  - март — май 1995 — тур по Германии, Израилю
  - 19-26 ноября 1995 — Театр Эстрады, Москва
- «Звёздное лето»:
  - январь 1996 — семейный тур по США с А. Пугачёвой, К. Орбакайте, В. Пресняковым-мл.
- "Лучшее, любимое и только для Вас!
  - 25-30 апреля 1996 — БКЗ Октябрьский, Санкт-Петербург
  - 21-24 ноября 1996 — ГЦКЗ Россия, Москва
  - апрель 1997 — январь 1998 — тур по США, Германии, Израилю, Украине, Латвии, Таиланду
- «Лучшее, любимое и только для Вас!»-2
  - 20 февраля — 1 марта 1998 — БКЗ Октябрьский, Санкт-Петербург
  - 5-8 марта 1998 — СК Олимпийский, Москва
  - 21-22 марта 1998 — тур в Лас-Вегас (США)
  - 3 сентября 1998 — Болгария, в рамках Золотого Орфея, длился 5 часов
  - 1998 — тур по ближнему зарубежью
- «Только один месяц и только для Вас!»:
  - 30 октября — 2 декабря 1998 — 32 концерта в БКЗ Октябрьский, Санкт-Петербург
- «Ой, мама шика дам!»:
  - 15-30 января 1999 — ГЦКЗ Россия, Москва
  - 1-11 апреля 1999 — БКЗ Октябрьский, Санкт-Петербург
  - осень 1999 — съёмки программы «Ваша музыка», ГЦКЗ Россия, Москва
- «Дива»:
  - 19-20 ноября 1999 — Лас-Вегас, США
- «Филлениум»:
  - апрель — июнь 2000 — тур по Израилю, Украине, Беларуси
- «Король мамбо» (& Лу Бега)
  - 13 декабря 2000 — СК Олимпийский, Москва
  - декабрь 2000 — Ледовый дворец (Санкт-Петербург)
- «Вчера, сегодня, завтра и…»
  - 17 ноября −1 декабря 2000, 25-28 и 30 апреля 2002 — БКЗ Октябрьский, Санкт-Петербург
  - 23-28 января 2001 — ГКД, Москва
  - 2001 — 2002 — тур по США, Прибалтике, Украине, Монголии, Турции
- «В свой День рождения я пою для Вас!»
  - 30 апреля 2001 — Ледовый дворец (Санкт-Петербург)
- «Лучшие песни»:
  - 12-13 марта, 17-26 октября 2003 — ГЦКЗ Россия, Москва)
  - 29 октября — 2 ноября 2003 — БКЗ Октябрьский, Санкт-Петербург
  - февраль 2004 — тур по Украине
  - 5 мая 2005 — концерт в Великобритании (Лондон, Apollo Hall)
  - 2004 — апрель 2006 — тур с А.Стоцкой по Израилю, Германии, США, Великобритании, Болгарии, Украине, Литве, Беларуси, Болгарии, Израилю
  - июль 2006—2007 — тур по Украине, Кыргызстану, Казахстану, Болгарии, Израилю
- «Король ремейкоff»:
  - июль 2004, февраль 2005 — тур по Беларуси, Прибалтике
  - 22-24 сентября 2005 — БКЗ Октябрьский, Санкт-Петербург
- «Юбилейные концерты»:
  - 16-25 октября 2007 — Театр Эстрады, Москва
  - 12-16 декабря 2007 — БКЗ Октябрьский, Санкт-Петербург
  - 2008 — тур по Прибалтике, США, Канаде, Беларуси, Швейцарии
  - 2009 — тур по ОАЭ, Испании, США, Таиланду, Украине, Швейцарии
- «Юбилейные концерты. На бис!»:
  - 15-30 апреля 2008 — Театр Эстрады, Москва
- «Просто подари»
  - 9-11 апреля 2010 — БКЗ Октябрьский, Санкт-Петербург
  - 2010 год — тур по Бельгии, Прибалтике, Италии, Германии, Австрии, Испании, Болгарии, Израилю
  - 8-10 апреля 2011 — БКЗ Октябрьский, Санкт-Петербург
  - 2011 год — тур по ОАЭ, Израилю, Италии, Украине, Беларуси, Турции, Австрии
- «ДруGOY»:

1. 8-9 ноября 2011 — ГКД, Москва
2. 20-22 апреля 2012 — БКЗ Октябрьский, Санкт-Петербург

- «Я»:

1. 16-20 марта 2016 — ГКД, Москва
2. 1-3 апреля 2016 — БКЗ Октябрьский, Санкт-Петербург
3. 23-29 сентября 2018 — тур по США

### Театр
| Год                 | Название               | Роль                                       | Песня                                                                   |
| ------------------- | ---------------------- | ------------------------------------------ | ----------------------------------------------------------------------- |
|                     | «Чайка»                |                                            |                                                                         |
| 2000                | «Метро»                | продюсер                                   | -                                                                       |
| 2001                | «Незнайка на Луне»     | Дракула                                    | «Граф Дракула»                                                          |
| 4 октября 2002—2003 | «CHICAGO»              | адвокат Билли Флин                         | «Все отдам я за любовь», «С шиком-блеском», Регтайм «Пресс-конференция» |
| 2003                | «Медведь»              | отставной поручик артиллерии Г. С. Смирнов | -                                                                       |
| март 2009           | «Красавица и чудовище» | Принц                                      | «Сказка о любви»                                                        |

В 2002 году компания Philipp Kirkorov Production приобрела права на постановку русской версии мюзикла «Чикаго». Киркоров являлся генеральным продюсером проекта и исполнял главную мужскую роль. По итогам года на вручении премии «Ли́ца Года» мюзикл был назван «Премьерой года».

### Мюзиклы
| Год           | Название                             | Роль                                    | Песня                                     |
| ------------- | ------------------------------------ | --------------------------------------- | ----------------------------------------- |
| 1995          | Старые песни о главном               | шабашник с юга                          | «Я встретил девушку»                      |
| 1996          | Старые песни о главном-2             | пан Певец                               | «Ди Лайла»                                |
| 1996          | Карнавальная ночь-2                  | тореадор                                | «Карнавал»                                |
| сентябрь 1997 | «10 песен о Москве»                  |                                         | «Конфетки-бараночки / Москва златоглавая» |
| 1997          | Старые песни о главном-3             | молодой актёр                           | «Уходило лето»                            |
| 2000          | Старые песни о главном. Постскриптум | уборщик                                 | «Livin la vida loca»                      |
| 2001          | «Вечера на хуторе близ Диканьки»     | чёрт                                    | «Песня чёрта»                             |
| 2003          | «Безумный день, или Женитьба Фигаро» | граф Альмавива                          | «Сюзон», «Ну почему нельзя?»              |
| 2004          | «Осторожно, модерн!»                 | крепостной проныра Фёдор                | «Барская усадьба»                         |
| 2005          | «Ночь в стиле детства»               | Кот                                     | «Песня Кота»                              |
| 2005          | «Первый Скорый»                      | парикмахер                              | «Выглядеть на сто»                        |
| 2006          | «Звёздные каникулы»                  | барон Стар, межгалактическая поп-звезда | «Кайф», «Танго»                           |
| 2006          | «Первый Дома»                        | мушкетёр                                | «Александрин»                             |
| 2007          | «Королевство кривых зеркал»          | коршун Пилиф                            | «Хава нагила»                             |
| 2008          | «Золотая рыбка»                      | звёздный жених                          | «Гламурно»                                |
| 2008          | «Красота требует…»                   | камео                                   | «Единственная» (remix)                    |
| 2009          | «Золотой ключик»                     | Артемон                                 | «Песня Артемона»                          |
| 2009          | «Как казаки…»                        | атаман                                  | «Коза ностра»                             |
| 2009          | «Новогодние сваты»                   | камео                                   | «Дископартизаны»                          |
| 2010          | «Морозко»                            | «звезда» от Морозко                     | «Наши Таньки грязи не боятся»             |
| 2011          | «Новогодняя SMS-ка»                  | продавец лавки чудес                    | «Мне не жаль тебя»                        |
| 2011          | «Аладдин»                            | жених-международник                     | «Лейла»                                   |
| 2012          | «Красная Шапочка»                    | Кот Базилио                             | «Песня лисы Алисы и кота Базилио»         |
| 2013          | «Три богатыря»                       | кардинал Ришельё                        | «Песня кардинала и королевы»              |
| 2018          | «Золушка»                            | церемониймейстер                        | «Песня церемониймейстера и фрейлины»      |
| 2019          | «1001 ночь или территория любви»     | султан                                  | «Лунный гость», «Индиго»                  |
| 2021          | «Новогодняя сказка»                  | Филипп Киркоров                         | «Кумир», «По камням по острым»            |

### Участие в фестивале «Новая волна»
| Год  | Песня |
| ---- | --- |
| 2002 | «Я за тебя умру» «Влюблённый и безумно одинокий» «Марина — Магдалина» «Дай мне свободу» (ковер на Стиви Уандер) «Дай огня, детка!» «Странные люди»                                                                                     |
| 2003 | «Мечта» (с Машей Распутиной) «Всё отдам я за любовь» «Влюблённая душа» (с Анастасией Стоцкой) «Роза чайная» (с Машей Распутиной) «Радио Бейби» «Танец Алабама»                                                                         |
| 2004 | «Свадебные цветы» (с Машей Распутиной) «Баллада о ледяном доме» «Мир без твоей любви» |
| 2007 | «Попурри» «Только раз» «Любовь, похожая на сон» |
| 2008 | «Я не Рафаэль» «Немного жаль» «Дива» «Галки» «На душе переполох» (с Веркой Сердючкой) |
| 2009 | «Пара королей» «Просто подари» «Шалом» (с певицей Жасмин) |
| 2010 | «Дископартизаны» «В саду эдемовом» «Дискобой» «Эти глаза напротив» |
| 2011 | «Кристина» (с Кристиной Орбакайте) «Снег» «L’amore» «Мир без твоей любви» |
| 2014 | «Americano» «Любовь пять звёзд» «Сады вишнёвые» «Кумир» «Радость моя» |
| 2015 | «Индиго» «Мне мама тихо говорила» «Guarda Che Luna» (с Бедросом Киркоровым) «Жизнь полюбит нас» «Он твоя иллюзия» «Прохожие» «Забываю» (с Любовью Успенской) «Акапелла души» «Затмение сердца» «Гимн несбывшимся мечтам» (с Ани Лорак) |
| 2016 | «Любовь или обман» «Единственная моя» «Химера» «Сиртаки» «О любви» «Яркий я» (с «Дискотекой авария») «Просто подари» «Ты, всё что нужно мне»                                                                                           |
| 2018 | «Сквозняки» «Ночь подруга» «Цвет настроения синий» «Ibiza» (с Николаем Басковым) «Химера» |
| 2019 | «Радость моя» «Тысяча лет» «Цвет настроения синий» «Стеснение пропало» «Атландида» «Life» (с Zivert) |

### Ведущий
- март 2003—февраль 2005: утренняя авторская развлекательная программа «Утро с Киркоровым»[106][107] («СТС»)[108].
- 13 февраля 2003 — концерт «Love story» (& Алла Пугачева)[109].
- 2004: премия «Звуковая дорожка» (& Маша Распутина, Россия).
- 2005: хит-парад «Высшая лига» (& Андрей Малахов, Первый канал).
- 2006: фестиваль «5 звёзд» (& Лолита, «Первый канал»).
- 2008: премия RMA («MTV»).
- 2010: «Минута славы» (& Дмитрий Нагиев, «Первый канал»).
- 31 июля 2010- конкурс «Новая волна» (& В. Зеленский, «Россия-1»).
- 2011: конкурс Фактор А (& В. Зеленский, «Россия-1»).
  - конкурс Шоу № 1 («Интер»).
  - «Две звезды» (новогодний выпуск, & А. Малахов, «Первый канал»).
  - «Новогодний парад звёзд» (& Николай Басков, «Россия-1»).
- 2012: конкурс Фактор А-2 (& А. Чумаков, «Россия-1»).
  - «Новогодний парад звёзд» (& Максим Галкин, «Россия-1»).
- 2013: конкурс Фактор А-3 («Россия-1»).
  - «Новогодний парад звёзд» (& Максим Галкин, «Россия-1»).
- 2016: «Премия RU.TV 2016» (& Вера Брежнева, RU.TV)[110].
- 2023: премия «Золотой Граммофон» (& Дмитрий Хрусталёв & Антон Юрьев)

### Член жюри
- 2009:
  - «Минута славы»[111].
  - «Танцы со звёздами».
- 2010:
  - «КВН»;
  - «Танцы со звёздами»;
  - «Фабрика зірок» (Украина).
- 2011:
  - «Танцы со звёздами»;
  - конкурс «Новая волна»;
  - конкурс «Детская новая волна»;
  - «Фабрика звёзд. Возвращение»;
  - «Майданс-2» («Интер», Украина)[112];
  - «Минута славы»
- 2013: «Универсальный артист».
- 2014: «Один в один!» (9 выпуск 2 сезона).
- 2014—2015, 2021: «Точь-в-точь» — третейский судья (1, 5 сезоны), член жюри (финал 2 сезона).
- 2016: «Танцы со звёздами»[113];
- 2017: шоу «Успех» («СТС»)[114]
- 2020—2024: шоу «Маска» («НТВ»).

### Съёмка в рекламе
- Реклама лекарственного спрея «Гексорал»[115];
- Реклама салона связи «Связной» и смартфонов «Samsung»;
- Реклама кошачьего корма «Felix» (совместно с Николаем Басковым)[116];
- Реклама совместной акции «P&G» и магазина «Пятёрочка» (2020)[117];
- Реклама финансового универсального банка «Сбербанк».
- Реклама средства для стирки белья «Lamm».

## Дискография

### Студийные альбомы
- 1990 — Филипп
- 1990 — Синдбад-мореход
- 1991 — Ты, ты, ты
- 1991 — Небо и земля
- 1992 — Такой-сякой
- 1994 — Я не Рафаэль
- 1995 — Примадонна
- 1995 — Скажи Солнцу: «Да!»
- 1998 — С любовью к Единственной
- 1998 — Ой, мама, шика дам!
- 2000 — ЧелоФилия
- 2001 — Magico Amor (Испаноязычный альбом)
- 2001 — Влюблённый и безумно одинокий
- 2003 — Незнакомка
- 2004 — Дуэты
- 2007 — For You
- 2011 — ДруGOY
- 2016 — Я
- 2020 — Романы, Часть 1[118]
- 2020 — Романы, Часть 2[119]

## Видеография

### Концерты
- 1991 — «Небо и земля»
- 1996 — «Атлантида»
- 1996 — «Я не Рафаэль»
- 1998 — «Лучшее, любимое, только для Вас!»
- апрель 2001 — «Филипп Киркоров в Кремле»
- октябрь 2001 — «С Днём Рождения, Филипп!»
- 2004 — «Лучшие песни»
- 2009 — «Юбилейное шоу в Московском театре оперетты 2008 год»

### Видеофильмы
- 1996 — «Немного о любви»
- 1998 — «Один год из жизни: Любовь и сцена»
- 2000 — «Я буду жить, как хочу!»
- апрель 2001 — «Как покорить Любимую»

### Компиляции клипов и выступлений
- 1996 — «Скажи солнцу: „Да!“»
- 1999 — «Видеоклипы»
- 2000 — «Филипп Киркоров: Видеоклипы»
- апрель 2001 — «Филипп Киркоров: The Best Video»
- 2005 — «The Best Video»
- 2006 — «Караоке по-киркоровски»
- 2008 — «Grand-коллекция»

## Фильмография

### Фильмы
| Год  | Название                                          | Роль                                   | Песня              |
| ---- | ------------------------------------------------- | -------------------------------------- | ------------------ |
| 1991 | Исчадье ада                                       | певец в ресторане                      | «В моём саду»      |
| 1993 | телесериал «Горячев и другие»                     | вокал, озвучка                         | «Великий грех»     |
| 1999 | 33 квадратных метра                               | камео                                  |                    |
| 2000 | телесериал «Салон красоты»                        | поп-звезда Евгений Славин              |                    |
| 2000 | Женское счастье                                   | начинающий исполнитель                 | «Чили Ча Ча»       |
| 2005 | киножурнал «Ералаш»                               | школьный психолог                      |                    |
| 2005 | Моя прекрасная няня (серия «Король ремейков»)     | камео                                  |                    |
| 2006 | Приключения Верки Сердючки                        | камео                                  |                    |
| 2006 | Звёздные каникулы                                 | Барон-Стар, межгалактический поп-певец | «Танго», «Кайф»    |
| 2008 | На спине у чёрного кота                           | камео                                  |                    |
| 2008 | Любовь в большом городе                           | Святой Валентин                        | «Просто подари»    |
| 2009 | Любовь в большом городе 2                         | Святой Валентин                        | «Струны», «Любовь» |
| 2009 | Южное Бутово                                      | камео                                  |                    |
| 2013 | Дублёр                                            | камео                                  |                    |
| 2014 | Любовь в большом городе 3                         | Святой Валентин                        | «Радость Моя»      |
| 2016 | Экипаж                                            | камео                                  | «О любви»          |
| 2017 | Воронины (407 серия)                              | камео                                  |                    |
| 2017 | Бабушка лёгкого поведения                         | камео                                  |                    |
| 2018 | День до                                           | камео                                  |                    |
| 2018 | Гранд (вторая серия)                              | камео                                  |                    |
| 2019 | Бабушка лёгкого поведения 2. Престарелые мстители | камео                                  |                    |
| 2021 | Последний богатырь: Посланник тьмы                | Жар-птица / камео                      |                    |
| 2021 | Ёлки 8                                            | охранник                               | «Раненый»          |
| 2022 | СамоИрония судьбы                                 | Ипполит (Бедросович)                   |                    |
| 2023 | Ёлки 10                                           | камео                                  |                    |
| 2024 | Иван Васильевич меняет всё                        | камео / Петр I / двойник Петра I       | «Дива»             |
| 2024 | Братья                                            | камео                                  |                    |
| 2024 | Небриллиантовая рука                              | Арлекин / камео                        |                    |

### Дублирование
| Год  | Название                      | Тип          | Персонаж                              | Песня                                                                   |
| ---- | ----------------------------- | ------------ | ------------------------------------- | ----------------------------------------------------------------------- |
| 2002 | «Чикаго»                      | фильм-мюзикл | адвокат Билли Флин (вокальные партии) | «Всё отдам я за любовь», «С шиком-блеском», регтайм «Пресс-конференция» |
| 2003 | «Братец медвежонок»           | мультфильм   | исполнение вокальных партий           | «Куда идти», «Добро пожаловать на праздник», «На моём пути»             |
| 2010 | «Щелкунчик и Крысиный Король» | фильм        | Крысиный Король                       | «Крысинизация», «Наступает новое время»                                 |
| 2016 | «Новые приключения Аладдина»  | фильм        | Аладдин                               | «Песня Аладдина (Оле Оле)»                                              |
| 2016 | «Трио в перьях»               | мультфильм   | попугай Кики                          |                                                                         |
| 2022 | «Команда котиков»             | мультфильм   | морской котик Сил                     |                                                                         |
| 2023 | «Трио в перьях 2»             | мультфильм   | попугай Кики                          |                                                                         |

### Озвучивание
| Год  | Название                       | Тип        | Персонаж           | Песня                                                           |
| ---- | ------------------------------ | ---------- | ------------------ | --------------------------------------------------------------- |
| 2000 | «Новые бременские»             | мультфильм | Трубадур           | «Колыбельная для сына», «Не сдавайся», «Никогда такого времени» |
| 2019 | «Большое путешествие»          | мультфильм | пеликан Дюк        |                                                                 |
| 2020 | «Полное погружение»            | мультфильм | осьминог Октавиан  |                                                                 |
| 2022 | «Суворов: Великое путешествие» | мультфильм | Франц фон Вейротер | «Песня Вейротера» («Кто кого»)                                  |

## Участие в конкурсах
- август 1988: Конкурс вокалистов в Ялте, дипломант.
- 24 июня 1989: Конкурс «Ступень к Парнасу» в Москве. Приз зрительских симпатий.
- июнь 1990: Международный конкурс «Шлягер-90» в Санкт-Петербурге. Гран-при, песни «Небо и земля», «Кармен».
- 1992:
  - июнь: Международный конкурс вокалистов «Золотой Орфей» (Болгария). II премия, песня «Ты, ты, ты»;
  - июль: Международный конкурс песни «Интерфест» (Македония). I премия, песня «Загляни в мои глаза»;
- 13 мая 1995: Конкурс Евровидение (Ирландия, Дублин). 17 место, песня «Колыбельная вулкану».
- 1996 — Международный конкурс видеоклипов в номинации «Анимация в видеоклипах» (Москва). Высшая премия, клип «Зайка моя».
- 5 июля 2000: Конкурс «Обложка года», премии в номинациях «Лицо обложки» и «Обложка года» за оформление журнала «Культ личностей» № 26 (ноябрь-декабрь 1999 года).
- 2011: Конкурс вокалистов «Призрак оперы» на «Первом канале» — 1 место[140].

## Репертуар
Киркоров имеет в репертуаре более 150 дуэтов, трио и других совместных выступлений с различными исполнителями. Самые известные из них публике — с А. Нетребко, А. Пугачёвой, М. Распутиной, А. Стоцкой.
Первым дуэтом Ф. Киркорова стала песня «Алёша», исполненная с его отцом, певцом Бедросом Киркоровым в телевизионной программе «Споёмте, друзья!» в 1985 году.
17 мая 2000 года на сольном концерте в Киеве Киркоров впервые исполнил 2 песни вместе с Даной Интернэшнел. Также в 2000 году Киркоров дуэтом с Лу Бега провёл совместный концерт «Мамбо в стиле Хит-ФМ». В 2004 году Киркоров выпустил специальный альбом «Дуэты», куда он отобрал 21 композицию. В 2005 году вместе с Сакисом Рувасом исполнил песню «Тебя хочу, как сумасшедший» и выпустил на неё клип.
В 2011 году по версии премии МузТВ дуэт Киркорова и Нетребко был признан лучшим дуэтом года.
Евровидение
Киркорова называют «Мистер Евровидение». Он участвовал в Евровидении в 1995 году как представитель России, заняв 17 место. После этого он решил стать продюсером и композитором песен для участников Евровидения из других государств СНГ. Первый опыт в качестве продюсера был не слишком удачным: певица Анжелика Агурбаш на Евровидении-2005 заняла лишь 13 место в полуфинале. На конкурсе Евровидение-2007 Киркоров написал песню для Д. Колдуна, который представлял Беларусь, и занимался подготовкой его выступления на конкурсе. Колдун впервые в истории участия Беларуси в конкурсе прошёл в финал конкурса и занял 6 место.
В 2008 году Киркоров написал песню «Shady Lady» для представительницы Украины Ани Лорак, которая в итоге заняла 2 место. После этого 30 мая 2008 года Президент Украины Виктор Ющенко присвоил Киркорову звание народного артиста Украины «за весомый личный вклад в развитие культурно-художественных связей Украины и Российской Федерации, высокое исполнительское мастерство и многолетнюю плодотворную творческую деятельность».
В 2009 году Киркоров рассматривался в качестве одного из кандидатов на роль ведущего конкурса «Евровидение», которым в итоге стал Андрей Малахов. Киркоров возглавил профессиональное российское жюри конкурса, но за сутки до финала артист объявил о выходе из состава жюри. Певец таким образом постарался предупредить возможные обвинения в необъективности. «Я принимаю слишком активное участие в жизни конкурса, а с некоторыми из конкурсантов меня связывают многолетние дружеские отношения», — заявил певец.
| Год  | Участие                                                                                            | От какой страны | Место проведения      | Результат (место) |
| ---- | -------------------------------------------------------------------------------------------------- | --------------- | --------------------- | ----------------- |
| 1995 | участник, песня «Колыбельная для вулкана»                                                          | Россия          | Ирландия, Дублин      | 17                |
| 2003 | ведущий помощник Александра Пономарёва                                                             | Украина         | Латвия, Рига          | 14                |
| 2005 | ведущий помощник Анжелики Агурбаш                                                                  | Беларусь        | Украина, Киев         | 13 (в полуфинале) |
| 2006 | ведущий помощник Димы Билана                                                                       | Россия          | Греция, Афины         | 2                 |
| 2007 | ведущий помощник Дмитрия Колдуна и композитор его песни «Work your magic» («Дай мне силу»)         | Беларусь        | Финляндия, Хельсинки  | 6                 |
| 2008 | ведущий помощник Ани Лорак и композитор её песни «Shady Lady» («С неба в небо»)                    | Украина         | Сербия, Белград       | 2                 |
| 2009 | комментатор шоу                                                                                    | Россия          | Россия, Москва        |                   |
| 2011 | промо Эрика Сааде в России                                                                         | Швеция          | Германия, Дюссельдорф | 3                 |
| 2014 | ведущий помощник сестёр Толмачёвых и композитор их песни «Shine» («Сверкать»)                      | Россия          | Дания, Копенгаген     | 7                 |
| 2016 | ведущий помощник Сергея Лазарева и композитор его песни «You Are the Only One» («Ты единственная») | Россия          | Швеция, Стокгольм     | 3                 |
| 2018 | ведущий помощник DoReDos и композитор их песни «My Lucky Day» («Мой удачный день»)                 | Молдова         | Португалия, Лиссабон  | 10                |
| 2019 | ведущий помощник Сергея Лазарева и композитор его песни «Scream»                                   | Россия          | Тель-Авив, Израиль    | 3                 |
| 2020 | ведущий помощник Уку Сувисте                                                                       | Эстония         | Роттердам, Нидерланды | Конкурс отменён   |
| 2020 | композитор песни Натальи Гордиенко «Prison»                                                        | Молдова         | Роттердам, Нидерланды | Конкурс отменён   |
| 2021 | ведущий помощник Натальи Гордиенко и композитор её песни «Sugar»                                   | Молдова         | Роттердам, Нидерланды | 13                |

## Награды и звания
Почётные звания

Награждение Орденом Почёта. Москва, Кремль, 15 ноября 2017 года

- Заслуженный деятель искусств Автономной Республики Крым (27 августа 2000) — за высокое профессиональное мастерство, большой личный вклад в пропаганду песенного искусства и развитие многонациональной культуры Автономной Республики Крым[148].
- Заслуженный артист Российской Федерации (19 января 2001) — за заслуги в области искусства[149].
- Народный артист Ингушетии (2006)[150].
- Народный артист Чеченской Республики (2006)[150].
- Народный артист Российской Федерации (12 февраля 2008) — за большие заслуги в области музыкального искусства[151].
- Народный артист Украины (29 мая 2008) — за весомый личный вклад в развитие культурно-художественных связей Украины и Российской Федерации, высокое исполнительское мастерство и многолетнюю плодотворную творческую деятельность[152]. В 2024 году лишён звания указом Президента Украины Владимира Зеленского против лиц, поддержавших вторжение России на Украину[38][153][154].
- Народный артист Молдовы (10 июня 2018) — в знак высокого признания особых заслуг в развитии и пропаганде музыкального искусства, за вклад в укрепление молдо-российских культурных связей и успехи в творческой деятельности[155][156].
- Специальная награда Президента Беларуси «Через искусство — к миру и взаимопониманию» (16 июля 2020)[157].

Ордена и медали
- орден Франциска Скорины (Беларусь, 18 мая 2012) — за значительный личный вклад в развитие и укрепление белорусско-российских культурных связей, высокое исполнительское мастерство[158][159].
- орден Почёта (30 апреля 2017) — за большой вклад в развитие отечественного эстрадного искусства и многолетнюю плодотворную деятельность[160].
- Медаль «За веру и добро» (Кемеровская область)[161].

Музыкальные и другие награды
«Овация»
- 1993: Певец года.
- 1994: Певец года.
- 1997: за лучший видеоклип 1996 года («Зайка моя»).
- май 1998:
  - «Певец года»;
  - премия «За пропаганду Российской эстрады» — мировой супертур «Лучшее, любимое и только для Вас!»;
  - премия «За идею и постановку лучшего шоу» — программа «Сюрприз для Аллы» (песня — «Спасибо Вам, враги мои»).
- 28 апреля 1999: «Лучшее шоу года» — шоу «Лучшее, любимое и только для Вас!».
- 21 мая 2001: «Лучший гастрольный тур десятилетия» — тур «Лучшее, любимое и только для Вас!»[162].
- 2008: Певец года.

«Песня года»
Лауреат фестиваля «Песня года» за исполнение песен:
| Год  | Отбор                                                                       | Финал                                                 |
| ---- | --------------------------------------------------------------------------- | ----------------------------------------------------- |
| 1989 |                                                                             | «Не смотри ты на часы»                                |
| 1990 |                                                                             | «Кармен»                                              |
| 1991 |                                                                             | «Ты, ты, ты…»                                         |
| 1991 | «Атлантида»                                                                 |                                                       |
| 1993 | «Люстры старинного зала»                                                    | «Ты скажи мне вишня»                                  |
| 1993 | «Моя голубка»                                                               | «Ты скажи мне вишня»                                  |
| 1994 | «Марина»                                                                    | «Примадонна»                                          |
| 1994 | «Примадонна»                                                                | «Примадонна»                                          |
| 1995 | «Милая»                                                                     | «Днём и ночью»                                        |
| 1995 | «Днём и ночью»                                                              | «Днём и ночью»                                        |
| 1996 | «Зайка моя»                                                                 | «Зайка моя»                                           |
| 1996 | «Виноват я, виноват»                                                        | «Виноват я, виноват»                                  |
| 1997 | «Мало»                                                                      | «Мало»                                                |
| 1997 | «Единственная»                                                              | «Мало»                                                |
| 1998 |                                                                             | «Дива»                                                |
| 1998 | «Медсестра»                                                                 |                                                       |
| 1999 |                                                                             | «Мышь»                                                |
| 1999 | «Лишь бы ты меня ждала»                                                     |                                                       |
| 1999 | Не участвовал в «Песне-99», но его песни были признаны лауреатами фестиваля |                                                       |
| 2000 |                                                                             | «Огонь и вода» (ремейк Antique — Dinata Dinata; 1999) |
| 2000 | «Роза красная»                                                              |                                                       |
| 2000 | «Килиманджаро»                                                              |                                                       |
| 2001 | «Любовь уходит в небеса за нами»                                            | «Я за тебя умру!»                                     |
| 2001 | «Ты поверишь?»                                                              | «Ты поверишь?»                                        |
| 2001 | «Pum!»                                                                      |                                                       |
| 2001 | «История любви»                                                             |                                                       |
| 2002 | «Влюбленный и безумно одинокий»                                             | «Влюбленный и безумно одинокий»                       |
| 2002 | «Моя Виктория»                                                              | «Жестокая любовь»                                     |
| 2002 | «Мария-Магдалена»                                                           | «Дай огня, детка!»                                    |
| 2002 | «Странные люди»                                                             |                                                       |
| 2003 | «Немного жаль»                                                              | «Немного жаль»                                        |
| 2003 | «Роза чайная» (совм. с М. Распутиной)                                       | «Роза чайная» (совм. с М. Распутиной)                 |
| 2003 | «Радио-бэйби»                                                               | «Радио-бэйби»                                         |
| 2005 |                                                                             | «Обычная история»                                     |
| 2005 | «Я эту жизнь тебе отдам» — бонус                                            |                                                       |
| 2006 |                                                                             | «Полетели!»                                           |
| 2006 | «Холодно в городе» (совм. с А. Пугачёвой)                                   |                                                       |
| 2007 |                                                                             | «Сердце в 1000 свечей»                                |
| 2008 |                                                                             | «Галки»                                               |
| 2009 |                                                                             | «Просто подари»                                       |
| 2009 | «Королева»                                                                  |                                                       |
| 2010 |                                                                             | «Мы так нелепо разошлись»                             |
| 2010 | «Голос» (совм. с А. Нетребко) — дуэт года                                   |                                                       |
| 2010 | «Цыганизация»                                                               |                                                       |
| 2011 |                                                                             | «Снег»                                                |
| 2013 |                                                                             | «Любовь пять звёзд»                                   |
| 2014 |                                                                             | «Радость моя»                                         |
| 2014 | «Кумир»                                                                     |                                                       |
| 2015 |                                                                             | «Забываю» (совм. с Л. Успенской)                      |
| 2015 | «Прохожие»                                                                  |                                                       |
| 2015 | «Индиго»                                                                    |                                                       |
| 2016 |                                                                             | «Яркий Я» (совм. с «Дискотекой Авария»)               |
| 2016 | «Химера»                                                                    |                                                       |
| 2016 | «О любви»                                                                   |                                                       |
| 2017 |                                                                             | «Включаем радость»                                    |
| 2017 | «Любовь или обман»                                                          |                                                       |
| 2017 | «На небе»                                                                   |                                                       |
| 2018 |                                                                             | «Цвет настроения синий»                               |
| 2018 | «Ibiza» (совм. с Н. Басковым)                                               |                                                       |
| 2018 | «Цвет настроения чёрный» (совм. с Е. Кридом)                                |                                                       |
| 2019 |                                                                             | «Стеснение пропало»                                   |
| 2019 | «Лунный гость»                                                              |                                                       |
| 2020 |                                                                             | «Ролекс» (совм. с DAVA) — дуэт года                   |
| 2020 | «Романы»                                                                    |                                                       |
| 2021 |                                                                             | «По камням по острым»                                 |
| 2021 | «Komilfo» (совм. с MARUV)                                                   |                                                       |
| 2022 |                                                                             | «Раненый»                                             |
| 2022 | «Хобби» (совм. с ANNA ASTI) — дуэт года                                     |                                                       |
| 2023 |                                                                             | «Если ты уйдёшь»                                      |
| 2023 | «Королева» (совм. с Л. Чеботиной)                                           |                                                       |
| 2024 |                                                                             | «Слухи»                                               |

«Золотой граммофон»
Многократный обладатель премии «Золотой граммофон». Получал статуэтки премии с 1996 по 2018 гг., при этом пропустил награды в 2002 и 2008 годах, но получил по 2 награды в 2003 и 2010 годах.
- 1996: «Карнавал».
- 1997: «Улетай, туча!».
- 1998:.
  - «Ой, мама шика дам!»,
  - «Дива» — приз композитору Цвике Пик.
- 1999: «Мышь».
- 2000: «Огонь и вода» (ремейк Antique — Dinata Dinata; 1999[163]).
- 2001: «Ты поверишь?», «Я за тебя умру!» — бонус.
- 2003:
  - «Жестокая любовь»,
  - «Роза чайная» (совм. с М. Распутиной).
- 2004: «Немного жаль».
- 2005:
  - «Обычная история» (на церемонии — «Попурри»);
  - приз «Самый востребованный исполнитель».
- 2006: «Полетели!».
- 2007: «Сердце в 1000 свечей».
- 2009: «Просто подари».
- 2010:
  - «Струны души» (композитор Юлиана Донская),
  - «Голос» (совм. с А. Нетребко).
- 2011: «Снег».
- 2012: «Я отпускаю тебя».
- 2013: «Сердце ждет».
- 2014: «Радость моя».
- 2015: «Он твоя июллюзия».
- 2016: «Прохожие».
- 2017: «На небе».
- 2018: «Цвет настроения синий».
- 2023: «Если ты уйдёшь».

«Звуковая дорожка»
- 1994: песни «Марина», «Примадонна».
- 1995: песни «Днём и ночью», «Посмотри, какое лето», «Милая», «Пташечка».
- 2003: Певец года, песни «Роза чайная», «Радио-бэйби», «Мечта», «Джалма» (совм. с М. Распутиной).
- 29 января 2006: Спец.приз «Самый-самый», песня «Попурри».
- 10 июля 2007: Спец.приз «Евровидение-2006», приз «Видео года», «Вечный двигатель», песня «Полетели!».
- 2 февраля 2008: Событие и концерт года Зала Славы «Звуковая дорожка» за шоу «Юбилейные шоу» в театре Оперетты, песня «Приглашение на чай» (совм. с М. Распутиной).

«World Music Awards» Как самому популярному исполнителю России, лидеру по продажам звуконосителей «Best selling Russian Artist»:
- 8 мая 1996 — Монте-Карло, песня «Днём и ночью»;
- 5 мая 1999 — Монте-Карло, песня «Come and dance»;
- 15 сентября 2004 — Лас-Вегас, песня «Un dia feliz»;
- 31 августа 2005 — Лос-Анджелес, песня «Карнавал»;
- 9 ноября 2008 — Монте-Карло, песня «Tango».

"Российская национальная музыкальная премия «Виктория»
- 2016: «О любви» (OST «Экипаж») — лучшая песня к кинофильму или сериалу.
- 2016: Концертное шоу «Я» — лучшее концертное шоу.
- 2017: «Химера» — лучшее музыкальное видео. Специальная номинация «Приз за вклад в развитие популярной музыкальной индустрии».
- 2018: «Цвет настроения синий» — лучший поп-исполнитель, лучшее музыкальное видео.
- 2019: «Лунный гость» — лучший поп-исполнитель.
- 2021: «По камням по острым» — лучшее музыкальное видео.

За участие в кино
| Дата         | Премия                        | Номинация                                     | Фильм                            | Песня/ роль     |
| ------------ | ----------------------------- | --------------------------------------------- | -------------------------------- | --------------- |
| июнь 2002    | XIII кинофестиваль «Кинотавр» | Лучшая песня к кинофильму Лучшая мужская роль | «Вечера на хуторе близ Диканьки» | «Песня Чёрта»   |
| 2009         | Снято!                        | Лучший актёрский дебют                        | «Любовь в большом городе»        | Святой Валентин |
| 11 июня 2010 | Премия Муз-ТВ                 | Лучший саундтрек                              | «Любовь в большом городе»        | «Просто подари» |
| 03 июня 2011 | Премия Муз-ТВ                 | Лучший саундтрек                              | «Любовь в большом городе−2»      | «Струны»        |

Другие премии и призы
- 1994: Певец года по опросу читателей газеты «Московский комсомолец».
- 1995: Певец года по опросу читателей газет «Московский комсомолец» и «Комсомольская правда».
- 1996: Певец года по опросу читателей газеты «Московский комсомолец».
- 12 марта 1997: фестиваль «Поколение-96». «Золотое яблоко» за лучший видеоклип 1996 года («Зайка моя»).
- 1998
  - Январь: Национальная Болгарская премия «За вклад в развитие и пропаганду болгарской культуры за рубежом» (Болгария);
  - июнь: VIII Международный фестиваль развлекательных программ «Золотая антенна» (Болгария, Варна):
    - Первый приз за четырёхчасовую телеверсию шоу «Лучшее, любимое и только для Вас!»;
    - Приз за роль в «Старых песнях о главном»-2 (Пан Артист, песня «Дилайла»);

  - декабрь: премия Л. О. Утёсова «За яркий вклад в развитие отечественной эстрады».
- 1999
  - Январь: за серию концертов в Санкт-Петербурге «Только один месяц и только для Вас» Киркоров занесён в Книгу рекордов Гиннесса.
  - Ноябрь: премия российской индустрии звукозаписи «Рекордъ-99» «Исполнитель года».
- 2000
  - январь: латиноамериканская премия «Fama», премия «За огромный вклад в популяризацию испанской культуры в России и странах Восточной Европы»;
  - 14 мая: благодарность президента Украины Леонида Кучмы «За доброе сердце и реальную помощь детям Украины»;
  - 3 ноября: премия радиостанции «Хит-FM» «Стопудовый хит».
- 2001
  - 24 апреля: премия российской индустрии звукозаписи «Рекордъ». Сингл года — «Огонь и вода» (ремейк Antique — Dinata Dinata; 1999[163]).
  - 5 мая: премия правительства Турции «За вклад в развитие русско-турецких культурных связей».
  - декабрь: премия газеты «Комсомольская правда» и журнала «Лица года» в номинации «Стиль года».
  - ноябрь: «Певец года» по опросу читателей газеты «Московский комсомолец» и зрителей фестиваля «Песня года».
- 2002
  - июль: «Светские итоги года» — премия «Золотой лев» «Самый светский лев».
  - 13 декабря: премия газеты «Комсомольская правда» и журнала «Лица» — «Лица года»:
    - Номинация «Звёздная пара года» — Алла Пугачёва и Филипп Киркоров;
    - Номинация «Премьера года» — российская постановка бродвейского мюзикла «Chicago» («Чикаго»).
- 2003
  - 4 июня: Первая национальная музыкальная Премия Муз-ТВ, Лучший исполнитель.
  - 21 декабря: «Высшая лига»: «Дуэт года» с М. Распутиной «Роза чайная», «Мечта».
- 4 декабря 2005: Спец. приз фестиваля «Новые песни о главном» (Первый канал) за 20-летие творческой деятельности.
- 2007: Премия Муз-ТВ, специальный приз «За вклад в развитие поп-музыки»
- 2008: Человек года на Украине[165].
- Юбилейная медаль «10 лет Астане» (Казахстан)[166].
- 2010: «Певец года» по версии ВЦИОМ.
- Почётный гражданин г. Ялты[167].
- 2011
  - 3 июня: Премия Муз-ТВ, Лучший дуэт года — «Голос» (& А. Нетребко).
  - Певец года по версии ВЦИОМ.
- 2016: «Народный герой» — премия журнала ОК![168]
- 2017: Памятный знак «Самарский крест» (Болгария)[169].
- Рекордсмен Книги рекордов России[170].
- 2018: «Артист года» и «Лучший клип» («Цвет настроения синий») — Вторая музыкальная премия «Жара Music Awards»[171].
- 2019: «Певец года» по версии премии «BraVo»[172].

## Скандалы

### Конфликт из-за выкрика «Зайка моя»
19 декабря 2002 года в телецентре «Останкино» один из юных статистов, пришедших для съёмок, увидев Киркорова, крикнул: «Зайка моя», — за что был избит. 

### Конфликт с Юрием Шевчуком
29 декабря 2002 года в петербургской гостинице «Европейская» между лидером группы ДДТ Юрием Шевчуком и Киркоровым произошла словесная перепалка, в ходе которой охранники последнего набросились на Шевчука, сбили его с ног и принялись избивать. После того как охрана гостиницы утихомирила охрану певца, Киркоров требовал объявить Шевчука персоной нон грата.

### Оскорбление журналистки Ирины Ароян
20 мая 2004 года на пресс-конференции в Ростове-на-Дону, вскоре после вопроса от журналистки «Газеты Дона» Ирины Ароян «Чем обусловлено столь большое количество ремейков в Вашем репертуаре?» певец оскорбил журналистку, используя матерные слова. Ароян подала в суд, который признал певца виновным по части 2 статьи 130 УК РФ (оскорбление в публичном месте) и приговорил Киркорова к выплате штрафа в 60 тысяч рублей. Скандал привёл к тому, что Киркорову был объявлен на какое-то время бойкот со стороны многих российских электронных и печатных СМИ.

### Нападение на Марину Яблокову
6 декабря 2010 года между Филиппом Киркоровым и помощником главного режиссёра церемонии «Золотой граммофон» Мариной Яблоковой на репетиции произошла словесная перепалка, после чего певец дал Яблоковой пощёчину, оттаскал за волосы и избил ногами. Яблокова подала заявление в Московский уголовный розыск для возбуждения уголовного дела по статьям «оскорбление» (ч. 1 ст. 130) и «нанесение лёгких телесных повреждений» (ч.1 ст.115).
Ф. Киркоров обвинил СМИ во лжи. Анна Нетребко, присутствовавшая на репетиции, также обвинила Яблокову во лжи.  Организатор премии «Русское радио» опубликовало «Уточнение к конфликту Ф. Киркорова и М. Яблоковой».
В интервью Ксении Собчак в передаче «Собчак живьём» на телеканале «Дождь» Киркоров признался, что помощь в улаживании отношений со СМИ ему оказал пресс-секретарь Владимира Путина Дмитрий Песков.
Против Киркорова выступили И. Пригожин, Александр Новиков, певица Валерия и В. Меладзе. Пострадавшую от Киркорова журналистку поддержала и фигурантка предыдущего скандала с участием певца Ирина Ароян.
Несколько игроков сборной России по футболу обратились с открытым письмом в защиту Киркорова. Также в защиту певца выступили Иосиф Кобзон, Людмила Гурченко, Игорь Николаев, Сергей Маковецкий, Таисия Повалий, Геннадий Хазанов.
8 декабря Киркоров госпитализирован в психиатрическое отделение израильского медицинского центра «Шиба» (больница «Тель а-Шомер»), откуда 10 декабря в программе «Пусть говорят» публично извинился перед Яблоковой, объяснил своё поведение серьёзной болезнью и беспамятством. После заявления о наличии видеозаписи инцидента, адвокат Киркорова сообщил о возможном обращении в правоохранительные органы по поводу клеветы. 15 декабря заведено уголовное дело. Киркоров признан подсудимым, Яблокова — частным обвинителем и потерпевшей.
16 декабря Ф. Киркоров и М. Яблокова заключили мировое соглашение. 22 декабря мировой суд провёл заседание по рассмотрению вопроса о его утверждении.

### Конфликт с Тимати
В 2012 году рэпер Тимати через Twitter опубликовал сообщение о распределении наград  на Премии Муз-ТВ, Киркоров в грубой форме напомнил Тимати о профессиональной этике. Конфликт вылился в запись Тимати видеообращения к Киркорову «Давайдосвидания» «на манер популярного на тот момент ролика».

### Конфликт с Дидье Маруани
В 2016 году лидер группы Space Дидье Маруани выдвинул Киркорову претензии в плагиате музыкального материала песни «Жестокая любовь», которую Маруани со ссылкой на экспертов считал заимствованием на 41 % из песни Symphonic Space Dream. Телефонные переговоры вместо Киркорова вели пранкеры Вован и Лексус. Маруани прибыл 29 ноября 2016 года в Москву для урегулирования конфликта и совместной пресс-конференции с Киркоровым, за что, как он предполагал, должен был получить от Киркорова 1 млн долларов отступных. Адвокат Киркорова А. Добровинский посоветовал обратился в полицию, после чего в офисе Сбербанка Маруани и его юрист И. Трунов были задержаны полицией, а затем отпущены. Правоохранительные органы отказали Киркорову в возбуждении уголовного дела по его заявлению о «вымогательстве» со стороны Маруани.  Маруани обвинил Киркорова в том, что тот «украл у других исполнителей более 30 песен». Киркоров уточнил, что песня композитора Олега Попкова «Жестокая любовь» создана и записана в 1996—2000 годах, а песня Маруани Symphonic Space Dream — только в 2002 году. При этом себя Киркоров объявил только исполнителем песни, не несущим никакой юридической ответственности за её музыку.

### Инцидент с памирскими джурабами
2 января 2017 года в развлекательной передаче «МаксимМаксим» на Первом канале Филипп Киркоров подарил ведущим программы Максиму Галкину и Алле Пугачёвой по паре вязаных шерстяных носков, назвав их болгарскими. В таджикистанском сегменте социальных сетей узнали в этих шерстяных носках редкий орнамент, который могут исполнить исключительно женщины Горно-Бадахшанской автономной области Таджикистана. Как оказалось, подаренные Киркоровым носки оказались частью национального одеяния памирских народов и некоторых таджиков — памирские джура́бы. В соцсетях был организован флешмоб под названием «Знай наши джурабы!». Жители Бадахшана, подчеркнув уникальность памирских носков, выразили недовольство тем, что Киркоров не указал их происхождение. Некоторые таджикские журналисты предложили после этого инцидента признать вязаные изделия джурабы шедевром устного и нематериального культурного наследия человечества ЮНЕСКО. Министерство культуры Республики Таджикистан внесло вязку джурабов в список нематериального культурного наследия страны, но не подало официальную заявку в ЮНЕСКО.

### Конфликт с Жильбером Синуэ
В октябре 2017 года Жильбер Синуэ, французский писатель, автор романа «Ереван» о геноциде армян в Османской империи, также известный как автор песен, обвинил Киркорова в плагиате его песни «Helwa ya Baladi», существующей с 1978 года. Обвинение было связано с тем, что Киркоров исполняет на русском языке песню «Шёлковая нить», которая идентична французскому произведению.  Французский автор иск проиграл.

### Ибица
В 2018 году Филипп Киркоров совместно Николаем Басковым выпустили клип «Ибица», который вызвал шквал критики и отрицательных комментариев за использование мата, низкопробных приёмов (апогеем стало измазывание обоих фекалиями и «доение» козла). В результате им пришлось выпустить клип-извинение перед своими фанатами.

### Мат в адрес работников фестиваля «Новая волна» в Сочи
29 августа 2019 года в Сети появилось видео, на котором Филипп Киркоров нецензурно выругался со сцены в адрес работников фестиваля «Новая волна». Вскоре на этот инцидент отреагировала журналистка Ирина Ароян, заявив следующее: «Это не мужское поведение. Матом ругаться плохо, что тут ещё можно сказать».

### Конфликт с Нателлой Крапивиной
В июне 2021 года после премии Муз-ТВ продюсер Светланы Лобода Нателла Крапивина в своём телеграм-канале выложила видеообращение по итогам премии . В Инстаграме друга Филиппа Киркорова Давида Манукяна, продюсер оставила оскорбитльный комментарий под фото стоящих под ручку Киркорова с Давой.
Киркоров жёстко ответил на оскорбления и обвинил Лободу в плагиате Бейонсе в 2017 году, обвинив Нателлу Крапивину в двойных стандартах.

### Конфликт с Наргиз Закировой
В октябре 2022 года певица Наргиз Закирова выложила в соцсетях видео с нападками на афишу Киркорова в Ташкенте. Филипп Киркоров ответил оскорбительной мини-басней.  В ноябре 2022 года в интервью журналистке Алёне Жигаловой в YouTube-шоу «Алёна, блин!» Филипп Киркоров прокомментировал негостеприимный выпад певицы Наргиз в свой адрес в Ташкенте.

### Инциденты на концерте в Казахстане
В ноябре 2022 года в Сети появилось видео из  Астаны, на котором Киркоров наносит человеку, сидящему в первом ряду, удары букетом по лицу .. 
Видео Киркорова в лосинах и без шорт стало вирусным, а пользователи в некоторых соцсетях сравнивали с Лолитой Милявской в полупрозрачном боди на фестивале Жара в 2017 году.

### Вечеринка в клубе «Мутабор» в Москве
В декабре 2023 года после посещения скандальной «голой» вечеринки блогерши Насти Ивлеевой в московском клубе «Мутабор», где гости были в виде almost naked (практически обнажёнными), Филипп Киркоров принёс извинения. В видеообращении к поклонникам в соцсети «ВКонтакте» он назвал посещение мероприятия своей оплошностью и признал, что ему по статусу положено ответственнее следить за тем, куда он ходит. «Я не знал о характере событий, которые будут происходить за этими дверьми и ушёл», — отметил певец. Видеообращение стало интернет-мемом.
После обнародования информации о «голой» вечеринке руководитель Федерального проекта по безопасности и борьбе с коррупцией (ФПБК) Виталий Бородин потребовал лишить Киркорова звания народного артиста.
27 декабря 2023 года стало известно, что изображение Киркорова убрали с постера фильма «Иван Васильевич меняет всё!», заменив его на комика Павла Волю. Певцу был объявлен бойкот и на телевидении — новогодние программы с его участием монтируются заново, уже без кадров с Киркоровым и его сольных номеров.
Сообщалось также о блокировке официального сайта Филиппа Киркорова.
С 7 февраля 2024 года запретили вести концертную деятельность на территории России. Однако, в феврале 2024 года певец вернулся в федеральный эфир, возглавил жюри в новом сезоне шоу Маска.
После скандала с участием в «почти голой» вечеринке Ивлеевой Киркоров заявил о том, что решил передать свой гонорар за участие в «Новогодней Маске» жителям Белгорода, которые пострадали от «террористической атаки» в новогодние дни. 13 февраля 2024 года Киркоров посетил самопровозглашённую ДНР, где выступил перед ранеными российскими военными, ранее российские власти требовали от выступивших против войны в Украине артистов «покаяться» и съездить в Донбасс, чтобы им разрешили дальше выступать в России. 
В апреле 2025 года певец вернулся на российскую сцену.

### Суд с Любовью Успенской
В интервью российской журналистки Алёне Жигаловой певица Любовь Успенская назвала Киркорова женоненавистником и обвинила в выгораживании пластического хирурга Тимура Хайдарова, на которого массово жаловались пациентки. Киркоров выиграл суд против Любови Успенской,  суд взыскал с певицы почти 280 тысяч рублей в пользу артиста.

## Филипп Киркоров в массовой культуре
Редакция The Atlantic в 2013 году заметила, что Киркоров наряду, например, со Зверевым, Земфирой или Моисеевым сформировал процветавшею в России музыкальную квир-эстраду несмотря на в целом гетеронормативные и гомофобмные настроения как среди власти, так и основной части россиян, что редакция назвала культурным феноменом. Сам Киркоров придерживается образа дивы, наносит много макияжа.
Киркоров в 2018 году способствовал возрождению квир-эстетики в российской эстраде из 1990-х и 2000-х годов,  выступая в образах, резко выходящих за рамки традиционной мужественности. Особенно резонансным был клип Киркорова Ibiza, вызвавший протестную реакцию у политических консерваторов. 

### Книги
- Олег Непомнящий. «Однажды наступит завтра». — Центр Сирена, 1999. — 344 с. — 100 000 экз. — ISBN 5-936-25001-6.
- Фёдор Раззаков. «Филипп Киркоров».
- Аарон Зюс. «На грани хаоса. Сны врут».
- Илья Резник. «Приключения Бобы Грека».
- Жданов Александр Николаевич. «Папарацци».
- Жданов Александр Николаевич. «Папарацци: чужой успех».
- Лена Ленина. «Миллионеры шоу-бизнеса».
- Лена Ленина. «Stars».
- Наталья Белюшина. «Алла + Филя. Секреты „Звездной семейки“».
- Алексей Беляков. «Алка, Аллочка, Алла Борисовна».
- Глеб Скороходов. «Алла и Рождество».
- А. В. Саркисян. «Святая к музыке любовь».

- Книги по теме «Тайна имени» в разделах «След имени в истории», «Знаменитые люди»[233].
- Виктор Пелевин. «Чапаев и Пустота»

### Песни
- Трофим, песня «Ода вольности»:

Ой, мама, здорово, ай, здорово

Не слышать песен Филиппа Киркорова,

Забыть рекламу прокладок и творога

И тесноту городских площадей.

Здорово, ай, здорово,

Когда Филиппы Киркоровы поровну,

И можно видеть в общественном кворуме

Вполне нормальных, здоровых людей.
- Михаил Башаков и группа «Конец фильма», песня «Элис»: С нами Алла, с нами Филипп. Его никто не звал, он как-то сам прилип.
- Гимн проекта «Фабрика звёзд»: Вот Киркоров в новых брюках — „Здравствуй, Филя, как дела?“.
- Группа «НАИВ», песня «Суперзвезда»: Как же он хорош, какая милашка! Как мы могли не замечать, не обращали вниманья, Он на Киркорова похож, такой же чебурашка!.

### Документальные фильмы и телепередачи
- «Филипп Киркоров. „Я себе придумал эту жизнь“» («Первый канал», 2012)[235]
- «Филипп Киркоров. „Новые страсти Короля“» («ТВ Центр», 2016)[236]
- «Филипп Киркоров. „Король и шут“» («Первый канал», 2017)[237]
- «Другое „Я“ Филиппа Киркорова» («Первый канал», 2017)[238]
- «Филипп Киркоров и Алла Пугачёва. „Свадьба и развод“» («ТВ Центр», 2018)[239]

## Собственность и доходы
С 2003 года является учредителем ООО «Филипп Киркоров Продакшн».
По результатам 2017 года Киркоров занял второе место в рейтинге журнала «Forbes» среди российских знаменитостей. Его доход составил 7,4 млн долларов. По результатам 2018 года — третье место с доходом $8,9 млн долларов.